# Fildu de Jos
Fildu de Jos là một xã thuộc hạt Sălaj, România. Dân số thời điểm năm 2002 là 1576 người.